# Marguerite Quintin
Marguerite Marie Alice Quintin, né le 29 novembre 1895 à Toulouse et morte le 24 janvier 1986 à Paris 16e, est une chimiste française, professeur d'électrochimie à la Faculté des sciences de l'Université de Paris. 

## Biographie
Diplômée du Conservatoire national des arts et métiers en 1921, elle devient professeur agrégé de sciences physiques en 1923. Nommée en 1930 assistante à la faculté des sciences de l'université de Paris, elle enseigne à l'institut de chimie appliquée et prépare une thèse de doctorat au laboratoire de chimie physique et d'électrochimie de René Audubert. Elle obtient ainsi à 39 ans (1935) le doctorat ès sciences physiques devant la faculté de Paris et devient alors, en parallèle de ses fonctions à la faculté, également chargée de recherche de la Caisse nationale de la recherche scientifique, puis maître de recherche du Centre national de la recherche scientifique en 1943 (jusqu'en 1957). En 1946, elle est promue chef de travaux à la faculté et obtient à 59 ans (1955) le titre de maître de conférences adjoint. Chargée de cours à la faculté en 1956, elle est nommée maître de conférences d'électrochimie en 1957, à la retraite de René Audubert, ainsi que directrice du laboratoire. Elle obtient le titre de professeur sans chaire en 1959, puis est nommée professeur titulaire à titre personnel l'année suivante. Elle est admise à la retraite en 1965 et obtient le titre de professeur honoraire de la faculté en 1967. Marius Chemla lui succède à la direction du laboratoire d'électrochimie. 
Ses travaux concernèrent essentiellement l'étude de la conductivité des électrolytes.